# Stereophyllum bremondii
Stereophyllum bremondii là một loài rêu trong họ Stereophyllaceae. Loài này được P. de la Varde mô tả khoa học đầu tiên năm 1920.